# Пелгусово (деревня станции)
Пелгусово — деревня станции (ранее посёлок ж/д станции) в Тейковском районе Ивановской области России. Входит в Большеклочковское сельское поселение. Возникло как поселение при железнодорожной станции Пелгусово. 

## Топоним
Название — по станции, которая в свою очередь, названа по соседней деревне Пелгусово.

## География
Деревня находится в юго-западной части Ивановской области, в зоне хвойно-широколиственных лесов, при железнодорожной линии Александров — Иваново, в 1,5 км к северу от деревни Пелгусово. До деревни идёт поселковая дорога, имеющая название Станционная улица.

### Климат
Климат характеризуется как умеренно континентальный, с умеренно холодной многоснежной зимой и тёплым летом. Средняя температура воздуха самого холодного месяца (января) — −11,6 °C (абсолютный минимум — −46 °C); самого тёплого месяца (июля) — 18,4 °C (абсолютный максимум — 35 °C). Безморозный период длится около 126 дней. Годовое количество атмосферных осадков составляет 560—615 мм, из которых большая часть выпадает в тёплый период.

## Население
| 2010 |
| ---- |
| 23   |

## Транспорт
Ж/д станция Северной железной дороги Пелгусово.
В пешей доступности остановка общественного транспорта «Деревня Пелгусово», выходящая на участок автодороги Р152 Иваново—Тейково.